# Il était une fois…
 (juillet 2025).
Si vous disposez d'ouvrages ou d'articles de référence ou si vous connaissez des sites web de qualité traitant du thème abordé ici, merci de compléter l'article en donnant les références utiles à sa vérifiabilité et en les liant à la section « Notes et références ».
Pour les articles homonymes, voir Il était une fois.
La saga Il était une fois… est un ensemble de séries d'animation créé à l'origine par Albert Barillé. Ce réalisateur a créé 7 séries Il était une fois… En 2024, 15 ans après sa mort, le studio Procidis produit une huitième série, Il était une fois… ces Drôles d'objets.

## Séries
Albert Barillé a réalisé les sept premières séries Il était une fois : Il était une fois… l'Homme (1978), Il était une fois… l'Espace (1982), Il était une fois… la Vie (1987), Il était une fois… les Amériques (1992), Il était une fois… les Découvreurs (1994), Il était une fois… les Explorateurs (1997), et enfin Il était une fois… notre Terre (2008). Elles ont pour thèmes respectifs l'histoire de l'humanité, le futur cosmique, l'anatomie, les grandes découvertes, les voyages d'exploration, et l'écologie mondiale. Des années après la mort de son époux, bien décidée à reprendre le flambeau, Hélène Barillé achève, avec le coup de pouce de Samuel Kaminka, sa dernière création : Il était une fois... ces Drôles d'objets (2024) ; une série ayant pour thème l'histoire des objets spécifiques.

## Personnages
Les séries Il était une fois... illustrent les différents sujets du point de vue d'un groupe toujours composé de figures récurrentes similaires qui représentent différents rôles archétypaux.
- Maestro : le vieux sage. Il sert généralement de chef de tribu, de prêtre religieux, de conseiller du roi et d'inventeur. Maestro a de longs cheveux blancs, une paire d'excroissances en forme d'antennes et une barbe qui couvre tout son corps. On le voit cacher des choses dans cette barbe, tâtonnant parfois un peu pour trouver l'objet qu'il souhaite présenter. Il sert de mentor aux enfants, leur parlant des différents sujets.
- Pierre : le jeune homme courageux et beau. Il représente l'image de l'homme bon et il est le père de Pierrot et de Petite Pierrette. Il peut aussi, dans certains épisodes, être le père de Petite Psi.
- Jumbo/Le Gros : le jeune homme fort. Gros est le meilleur ami de Pierre. Un homme assez grand, avec des cheveux roux et une grande puissance physique. Parfois, il a tendance à être un peu maladroit, mais il est très fort. Il défend souvent Pierre, Pierrette et Psi contre les intimidateurs. Il est également le père de Petit Gros.
- Psi : la bonne jeune fille. C'est une Brésilienne aux cheveux noirs qui est principalement la petite amie ou l'épouse de Pierre.
- Pierrette : la bonne jeune femme. Blonde, elle incarne principalement la mère de Pierrot et de Petite Pierrette, ou encore l'épouse de Gros.
- Le Teigneux : le grand tyran, ami de Nabot; un tyran grand et fort qui aime s'en prendre aux autres ou les attaquer. Mais malgré sa force, Gros finit toujours par le remettre à sa place.
- Le Nabot : le petit tyran, ami de Teigneux; faible mais astucieux et intrigant. Il a un rire malicieux. Lui et son ami affichent des personnages carrément négatifs (traîtres, espions, conspirateurs, meurtriers), ou du moins sceptiques ou hypocrites. Ce sont généralement eux qui déclenchent un conflit entre le cercle des enfants.